# Marianne Günther
Marianne Günther (* 18. September 1916 in Stuttgart; † 25. März 1995 in Schwäbisch Gmünd) war eine deutsche Pädagogin und Direktorin der Evangelischen Fachschule für Sozialpädagogik Stuttgart.

## Leben und Wirken
Sie ist die Tochter des lutherischen Pfarrers Ernst Günther (1876–1943), der an der Stuttgarter Hospitalkirche amtierte, und dessen Ehefrau Thekla, geb. Luther. Vielseitig interessiert, studierte sie in Tübingen, Königsberg, Berlin und München Deutsch, Geschichte, Latein und Philosophie (1935–1941), ehe sie am Böblinger und Rottweiler Gymnasium unterrichtete. 1946 übernahm sie die als Direktorin die Leitung der Evangelischen Fachschule für Sozialpädagogik Stuttgart (damals Evangelisches Kindergärtnerinnenseminar). An deren Wiederaufbau wirkte sie in den Nachkriegsjahren maßgeblich mit und prägte sie über drei Jahrzehnte hinweg. Darüber hinaus übte sie ehrenamtliche Tätigkeiten aus, u. a. als Vorstandsmitglied im Bundesverband evangelischer Ausbildungsstätten für Sozialpädagogik. 
Sie trat 1978 in den Ruhestand und amtierte bis 1990 als stellvertretende Vorsitzende des Vereins Evangelische Ausbildungsstätten für Sozialpädagogik e. V., des Trägervereins der Stuttgarter wie auch dreier weiterer sozialpädagogischer Fachschulen (Herbrechtingen, Reutlingen, Schwäbisch Hall). Für ihre langjährige Arbeit wurde sie mit der Verdienstmedaille des Landes Baden-Württemberg (1978) und der Ehrenurkunde des Diakonischen Werks (1986) ausgezeichnet. In Stuttgart-West trägt der „Evangelische Marianne‐Günther‐Kindergarten“ in der Senefelderstraße ihren Namen.

## Quelle
- Werner Raupp: Günther, Marianne. In: Biographisch-Bibliographisches Kirchenlexikon (BBKL). Band 15, Bautz, Herzberg 1999, ISBN 3-88309-077-8, Sp. 675–676 (Artikel/Artikelanfang im Internet-Archive).
- Hildegard Leibersberger: Abschied von Marianne Günther, in: Theorie und Praxis der Sozialpädagogik 1978, S. 447